# Conostigmus laeviceps
Conostigmus laeviceps är en stekelart som först beskrevs av William Harris Ashmead 1893.  Conostigmus laeviceps ingår i släktet Conostigmus och familjen trefåresteklar. Inga underarter finns listade i Catalogue of Life.